# Egzekucje w lesie Zajączek
Egzekucje w lesie Zajączek – seria zbiorowych egzekucji przeprowadzonych przez Niemców jesienią 1939 roku w lesie Zajączek w pobliżu Skórcza. Do końca grudnia 1939 roku funkcjonariusze niemieckiej żandarmerii oraz członkowie paramilitarnego Selbstschutzu zamordowali tam od 100 do 150 mieszkańców Skórcza i okolicznych wsi.

## Początek niemieckiej okupacji
Skórcz został opanowany przez oddziały Wehrmachtu 3 września 1939 roku. W zajętym mieście, podobnie zresztą jak na terenie całego powiatu starogardzkiego, Niemcy przystąpili niezwłocznie do instalowania własnej administracji. Jednocześnie w Skórczu i jego okolicach uaktywnili się członkowie miejscowego Selbstschutzu – paramilitarnej formacji złożonej z przedstawicieli niemieckiej mniejszości narodowej, zamieszkującej przedwojenne terytorium Rzeczypospolitej.
Na terenach powiatu starogardzkiego okupanci przystąpili rychło do rozprawy z ludnością polską i żydowską. Niemieckie represje były wymierzone w pierwszym rzędzie w przedstawicieli polskiej elity społecznej i intelektualnej, którą narodowi socjaliści obarczali winą za politykę polonizacyjną prowadzoną na Pomorzu Gdańskim w okresie międzywojennym oraz traktowali jako główną przeszkodę na drodze do szybkiego i całkowitego zniemczenia regionu. Miejscowi Niemcy mogli przy okazji załatwić wiele zadawnionych sąsiedzkich sporów i porachunków, jak również zagarnąć mienie mordowanych Polaków. Owe mordy i aresztowania były zresztą jedynie elementem szerszej operacji eksterminacyjnej, realizowanej na Pomorzu jesienią 1939 r. W ramach tzw. Intelligenzaktion Niemcy zamordowali wówczas w całym regionie ok. 30 000 – 40 000 Polaków.
Aresztowanych mieszkańców powiatu starogardzkiego (a w zasadzie całego północnego Kociewia) umieszczano przede wszystkim w więzieniu w Starogardzie Gdańskim, skąd później byli zazwyczaj wywożeni na egzekucje do Lasu Szpęgawskiego. Aby odciążyć przepełniony zakład karny w Starogardzie, niemiecka żandarmeria zorganizowała 10 września tymczasowy obóz dla internowanych w Skórczu. Mieścił się on w pomieszczeniach tartacznych, przy dzisiejszej ulicy Pomorskiej 50. W obozie tym przebywało średnio od 50 – 100 ludzi, w tym księża katoliccy i nauczyciele. W obozie dla internowanych w Skórczu uwięziono m.in. 70 nauczycieli z powiatu starogardzkiego aresztowanych 12 października 1939 r., którzy po tygodniu zostali wywiezieni do więzienia w Starogardzie.

## Zbrodnia w lesie Zajaczek
Nie wszyscy więźniowie obozu byli jednak wywożeni na śmierć do Lasu Szpęgawskiego. Cześć osadzonych niemiecka żandarmeria i Selbstschutz zamordowały bowiem pod Skórczem, a dokładnie w lesie Zajączek nieopodal jeziora Głuche. Do końca grudnia 1939 r. Niemcy zamordowali tam od 100 do 150 mieszkańców Skórcza i okolicznych wsi, których zwłoki pochowano w sześciu zbiorowych mogiłach.
W jednej z egzekucji rozstrzelano 18 mieszkańców Czarnego Lasu, w innej zaś – 31 mieszkańców Skórcza, Pinczyna i Wolentala, Pączewa, Leśnej Jani, Grabowca, Drewniaczka i Wielkiego Bukowca. Ponadto zamordowano jeszcze 43 mieszkańców Bukowin, Bobrowca, Pączewa, Osieka i Kasparusa. Wśród rozstrzelanych w lesie Zajączek mieszkańców Skórcza znajdowało się m.in. 12 lokatorów tamtejszego Domu Ubogich.

## Po wojnie
W 1982 r. przy ulicy Pomorskiej w Skórczu postawiono pamiątkową tablice z napisem: „Tu w dniach 10 IX-XII 1939 roku znajdował się hitlerowski obóz pracy dla mieszkańców Skórcza i okolic. Ofiarom obozu mieszkańcy Skórcza”. Pamiątkowa tablica znalazła się też na ścianie budynku dawnego Domu Ubogich.